# Облонг (Іллінойс)
Облонг (англ. Oblong) — селище (англ. village) в США, в окрузі Кроуфорд штату Іллінойс. Населення — 1371 особа (2020).

## Географія
Облонг розташований за координатами 39°0′7″ пн. ш. 87°54′34″ зх. д. / 39.00194° пн. ш. 87.90944° зх. д. (39.002059, -87.909427).  За даними Бюро перепису населення США в 2010 році селище мало площу 2,52 км², з яких 2,50 км² — суходіл та 0,02 км² — водойми. В 2017 році площа становила 2,90 км², з яких 2,87 км² — суходіл та 0,02 км² — водойми.

## Демографія
Згідно з переписом 2010 року, у селищі мешкало 1466 осіб у 630 домогосподарствах у складі 392 родин. Густота населення становила 581 особа/км².  Було 694 помешкання (275/км²).
Расовий склад населення:
| - 98,0 % — білих - 0,5 % — чорних або афроамериканців - 0,5 % — азіатів - 0,4 % — корінних американців |

До двох чи більше рас належало 0,6 %. Частка іспаномовних становила 0,7 % від усіх жителів.
За віковим діапазоном населення розподілялося таким чином: 21,6 % — особи молодші 18 років, 55,8 % — особи у віці 18—64 років, 22,6 % — особи у віці 65 років та старші. Медіана віку мешканця становила 43,8 року. На 100 осіб жіночої статі у селищі припадало 85,8 чоловіків;  на 100 жінок у віці від 18 років та старших — 81,1 чоловіків також старших 18 років.
Середній дохід на одне домашнє господарство  становив 53 741 долар США (медіана — 37 131), а середній дохід на одну сім'ю — 66 126 доларів (медіана — 51 094). Медіана доходів становила 39 453 долари для чоловіків та 29 625 доларів для жінок. За межею бідності перебувало 15,1 % осіб, у тому числі 27,8 % дітей у віці до 18 років та 6,8 % осіб у віці 65 років та старших.
Цивільне працевлаштоване населення становило 651 осіб. Основні галузі зайнятості: виробництво — 22,6 %, освіта, охорона здоров'я та соціальна допомога — 19,0 %, будівництво — 10,0 %, роздрібна торгівля — 9,7 %.